# Квітченко Марія Андріївна
Марія Андріївна Квітченко (29 березня 1920 — ?) — радянський медик часів Другої світової війни, нагороджена медаллю імені Флоренс Найтінгейл (1985).

## Життєпис
Народилася у селі Великі Лісівці, нині у складі Попільнянської селищної громади Житомирського району Житомирської області.
До лав РСЧА призвана Судакським РВК Кримської АРСР 29 червня 1941 року. Учасниця німецько-радянської війни з серпня того ж року на Південно-Західному фронті: фельдшер 11-го медико-санітарного батальйону 52-го стрілецького полку. Брала участь в оборонних боях на Запорожжі, надаючи першу медичну допомогу пораненим з подальшою їх евакуацією на лівий беріг Дніпра. У листопаді 1941 року брала участь у знищенні ворожого повітряного десанту в районі м. Лиски Воронезької області, наприкінці листопада — на початку грудня того ж року при відступі в районі м. Валуйки Білгородської області брала участь у формуванні евакуаційних поранених у тил.
У січні — лютому 1942 року перебувала на переформуванні у Чкаловській області. З березня того ж року перебувала у резерві санітарного відділу Московського військового округу (м. Москва), до травня працювала у складі евакуаційного потягу. З 25 травня по 25 липня 1942 року перебувала на лікуванні в Боткінській лікарні м. Москва з приводу висипного тифу.
З 15 вересня 1942 року — старша операційна сестра хірургічного відділення окремої медико-санітарної роти 38-ї окремої стрілецької бригади 15-ї армії Далекосхідного фронту. Учасниця радянсько-японської війни: старша операційна сестра 260-го окремого медико-санітарного батальйону 361-ї стрілецької дивізії 15-ї армії Далекосхідного фронту.
Член ВКП(б) з 1945 року. У серпні 1948 року лейтенант медичної служби М. А. Квітченко вийшла в запас.

## Нагороди
У 1985 році удостоєна почесної нагороди Міжнародного комітету Червоного Хреста — медалі імені Флоренс Найтінгейл.
Нагороджена також орденами Вітчизняної війни 2-го ступеня (11.03.1985), Червоної Зірки (17.08.1945) і медалями, у тому числі «За бойові заслуги» (04.05.1945).